# Goudkapfiskaal
De goudkapfiskaal (Laniarius barbarus) is een zangvogel uit de familie Malaconotidae (bosklauwieren) die voorkomt in West- en Midden-Afrika.

## Kenmerken
De vogel is gemiddeld 23 cm lang en weegt 44 tot 52 gram. De vogel is zwart, geel en rood. Het zwart met een blauwachtige glans zit rond de oorstreek en net boven het oog, naar achter doorlopend over de hals en de rug tot aan de staart. Op de kop zit een gele vlek die voor op de kruin helder geel is en naar achter toe naar de nek meer olijfkleurig geelbruin wordt. De onderkant van de vogel, beginnend onder de snavel tot achter op de buik is vermiljoenrood. De snavel is zwart en de poten zijn loodgrijs. Het mannetje en het vrouwtje zien er hetzelfde uit.

### Geluid
Een bijzonder kenmerk van deze vogel is het geluid. De vogel komt vaak voor in paren. Een paar maakt samen een nauwkeurig gesynchroniseerd geluid, een duet. De ene partner begint met een luid kwie-oe, de andere partner antwoordt binnen een fractie van een seconde met een droog ratelend ki-ki-ki. Ook andere combinaties van geluiden zijn beschreven.

## Verspreiding en leefgebied
De goudkapfiskaal komt voor van westelijk Afrika tot Tsjaad en telt twee ondersoorten:
- L. b. helenae: Sierra Leone, vooral de kuststreek.
- L. b. barbarus: Senegal en Gambia en verder oostelijk tot Tsjaad.

Het leefgebied bestaat uit bossavanne, afwisselend landschap met struikgewas en open stukken met termietenheuvels, vaak ook langs waterloopgeleidend bos en struikgewas en soms ook in rijk begroeide tuinen. De ondersoort L. b. barbarus komt ook in mangrovebos.

## Status
De grootte van de populatie is niet gekwantificeerd. De vogel is echter algemeen en men veronderstelt dat de soort in aantal stabiel is. Om deze redenen staat de goudkapfiskaal als niet bedreigd op de Rode Lijst van de IUCN.